# ゼニス (制作プロダクション)
株式会社ゼニス（英称：ZENITH COMPANY）は、テレビ番組制作やノンリニア編集の業務を行っている制作プロダクションである。

## 役員
- 代表取締役：佐藤太一
- 取締役：松本朋丈、長嶺正俊、高橋秀和
- 監査役：立石雅之

## 主な作品
（※＝現在放映中）

### 制作部

#### TV番組
- JUDGE CAFE（BS朝日）
- ※全力坂（テレビ朝日）
- iD（テレビ朝日）
- トリセツ（テレビ朝日）
- 24時間テレビ「愛は地球を救う」（日本テレビ）
- 大笑点（日本テレビ）
- Xenos ドラマオープニング（テレビ東京）
- 世界の決定的瞬間（日本テレビ）
- SCOTCH GRAIN（BS朝日）
- LOVE! SAY YOU（BS朝日）

#### PV
- 鈴木みらい
- KEY GOT CREW
- パピーペット
- ステューパ
- バンキンガール
- BROWN SUGAR

#### VP
- 第一生命
- HYUNDAI

### 編集部

#### TV番組
- ワナゴナ（TBS・BS-i）
- Xenos CG制作（テレビ東京）
- 世界の決定的瞬間（日本テレビ）
- 戦後60年新春特別企画 ビートたけしの陰謀のシナリオ!!日本を震撼させた戦後7大事件はアメリカの陰謀!?SP（テレビ朝日）
- 2ndハウス オープニングCG（テレビ東京）
- 東京メトロ.net オープニングタイトル（フジテレビ）
- Disney Time（テレビ東京）
- グラビアの美少女（MONDO21）
- MTV（MTVジャパン）
- BeachParty（MTVジャパン）
- MTV STARS（MTVジャパン）
- トリセツ（テレビ朝日）
- 漂流ネットカフェ（毎日放送）

#### CM
- タカラトミー
- ドクターシーラボ化粧品

#### PV
- サザンオールスターズ
- 大塚愛
- ELLEGARDEN
- Do As Infinity
- Dream